# Ponytail
Ponytail — американська арт-рок гурт, заснований в Балтиморі, штат Меріленд, США.
До складу гурту входили вокаліст Віллі Сігел (Willy Siegel), гітаристи Дастін Вонг (Dustin Wong) і Кен Сіно (Ken Seeno) та барабанщик Джеремі Хайман (Jeremy Hyman).
Гурт гастролював по всьому світу з такими гуртами, як Battles, Hella, Don Caballero, High Places та іншими.
Вони випустили три альбоми: Kamehameha, Ice Cream Spiritual, Do Whatever You Want All The Time.
Видання Baltimore City Paper у вересні 2007 року назвало їх «Найкращим живим гуртом» та «Найкращим гуртом» у вересні 2008 року.

## Історія
Гурт Ponytail заснований у січні 2005 року. До складу гурту увійшли: Вонг, Хайман, Сіно, Сігел і Петруццо. Гурт спочатку зібрав їхній професор, на курсі мистецтва у коледжі, це було завдання створити гурт.
Кен Сіно згадує: «Він об’єднав мене та барабанщика Джеремі [Хаймана], тому що ми були наймолодшими. Він поставив з нами Дастіна [Вонга], тому що він був старшим у класі. А потім він поставив до нас цього хлопця Майкла Петруццо, він був одягнений у футболку Destiny's Child, я це пам’ятаю. І тоді Віллі був останнім, кого вибрали».
Після розмови про свою улюблену музику гурт почав грати разом. Пізніше Петруццо залишив гурт, що призвело до того, що вони більше зосередилися на мелодії, а Сігел став фронтменом.
17 квітня 2006 року на вінілі був випущений дебютний повноформатний альбом Kamehameha, на лейблі Gaarden Records у Портленді, Орегон.

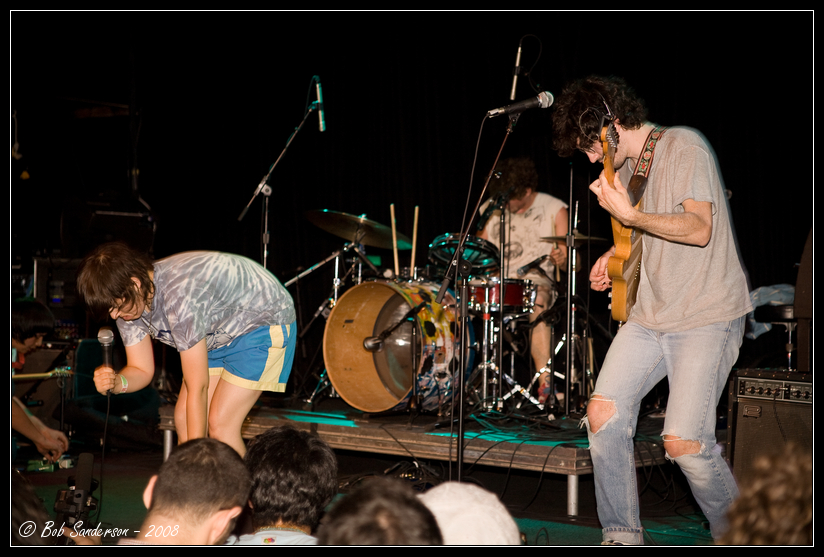
Після Jump Fest, Вільямсбург, Бруклін, Нью-Йорк, 21.06.08. Фото Боба Сандерсона

У середині червня 2008 року гурт Ponytail випустили свій другий повноформатний альбом Ice Cream Spiritual, який отримав позитивні відгуки. BBC, а також Pitchfork Media хвалили гурт за його енергійні, «цукрові» виступи.
Вонг покинув гурт Ecstatic Sunshine у 2009 році, щоб повністю зосередитися на гурті Ponytail.
Гурт здійснив міжнародний тур по Європі, США, Австралії та Новій Зеландії, рекламуючи свій останній запис.
Продюсер Метт Гронінг запросив гурт для виступу на фестивалі All Tomorrow's Parties, який він курував у травні 2010 року в Майнхеді, Англія.
У серпні 2010 року Ponytail пішов на перерву.
У жовтні 2010 року Вонг випустив сольний альбом Infinite Love. 40-хвилинний альбом містив 15 треків на одному компакт диску, а потім ці треки було перероблено для другого компакт диску. Обидва компакт диски починаються і закінчуються однаково, але середня частина відрізняється. Цей інструментальний реліз з'явився на незалежному лейблі Thrill Jockey.
Хоча Дастін Вонг оголосив, що концерт Whartscape 2010 у Балтиморі, штат Меріленд, буде останнім концертом гурту, було оголошено про новий альбом. У квітні 2011 року гурт випустив свій третій повноформатний альбом під назвою Do Whatever You Want All The Time. Дизайн обкладинки створив Yamantaka Eye з японського рок-гурту Boredoms.
Гурт офіційно розпався 22 вересня 2011 року.

## Дискографія

### Альбоми
- Kamehameha (We Are Free, November 22, 2006)
- Ice Cream Spiritual (We Are Free, June 17, 2008)
- Do Whatever You Want All The Time (We Are Free, April 12, 2011)[11]

### Сингли
- "Celebrate the Body Electric (It Came from An Angel)" (We Are Free. April 29, 2008)